# Kinh dị sinh tồn
Kinh dị sinh tồn hoặc kinh dị sống còn là một thể loại con của trò chơi video hành động phiêu lưu và kinh dị, thể loại này tập trung vào sự sống còn của người chơi, làm cho họ cảm thấy sợ hãi bằng nhiều hình thức như đồ họa kinh dị hoặc không khí đáng sợ. Mặc dù chiến đấu sẽ có thể là một phần của lối chơi, nhưng người chơi vẫn ngột ngạt do họ sẽ cảm nhận được việc ít kiểm soát môi trường xung quanh hơn so với các trò chơi hành động thông thường khi đạn dược hoặc vũ khí, sức khỏe, tốc độ và tầm nhìn, tất cả đều bị hạn chế, hoặc thông qua các vật cản khác nhau trong trò chơi. Người chơi cũng bị thử thách phải đi tìm các vật phẩm/món đồ để mở khóa đường dẫn đến các khu vực mới và giải các câu đố để có thể tiếp tục câu chuyện. Trò chơi sử dụng các chủ đề kinh dị mạnh mẽ, như môi trường mê cung tăm tối và các màn tấn công bất ngờ từ kẻ địch.
Thuật ngữ "kinh dị sinh tồn" lần đầu tiên được sử dụng là trong phiên bản gốc của Resident Evil (1996), bị ảnh hưởng bởi các trò chơi có chủ đề kinh dị trước đó như Sweet Home (1989) và Alone in the Dark (1992). Cái tên này được sử dụng kể từ đó về sau cho các trò chơi có lối chơi tương tự và thậm chí được áp dụng ngược trở lại cho các tựa game trước đây. Bắt đầu bằng việc phát hành Resident Evil 4 (2005), thể loại này kết hợp nhiều tính năng hơn, như các trò chơi hành động, bắn súng góc nhìn thứ nhất và góc nhìn thứ ba theo kiểu truyền thống. Điều này khiến các nhà báo đặt câu hỏi liệu các loạt trò chơi kinh dị sinh tồn lâu đời và các loạt gần đây có từ bỏ thể loại này và chuyển sang một thể loại riêng biệt thường được gọi là "kinh dị hành động" hay là không.

## Định nghĩa

Resident Evil (1996) đã đặt tên và xác định nên thể loại kinh dị sinh tồn.

Kinh dị sinh tồn đề cập đến một thể loại trò chơi video hành động phiêu lưu có chứa yếu tố trò chơi kinh dị. Nhân vật người chơi điều khiển thường dễ bị tổn thương và thiếu vũ khí hoặc vật phẩm. Thể loại này nhấn mạnh vào việc giải đố và trốn chạy, thay vì đối đầu trực diện. Các tựa game thường buộc người chơi phải quản lý kho đồ của họ và các nguồn tài nguyên khan hiếm như đạn dược. Một chủ đề chính khác trong toàn thể loại là sự cô lập. Thông thường, các trò chơi này có khá ít nhân vật NPC và do đó, nó thường mô tả cốt truyện thông qua việc sử dụng các nhật ký, văn bản hoặc đài radio.
Trong khi nhiều trò chơi hành động có nhân vật chính đơn độc so với khi chiến đấu với kẻ địch trong bầu không khí căng thẳng, thì thể loại kinh dị sinh tồn khác biệt so với những tựa game hành động có bối cảnh kinh dị khác. Nó không nhấn mạnh vào việc chiến đấu, thay vào đó là trốn chạy khỏi kẻ thù và giải đố. Tuy nhiên, không có gì lạ khi các game kinh dị sinh tồn dựa trên các yếu tố từ trò chơi bắn súng góc nhìn thứ nhất, hành động phiêu lưu hay thậm chí là nhập vai. Theo IGN, "Kinh dị sinh tồn khác với các thể loại game thông thường ở chỗ nó không được định nghĩa chặt chẽ bởi các cơ chế cụ thể, mà là chủ đề, giai điệu, nhịp độ và thiết kế."

## Thiết kế
Kinh dị sinh tồn là một thể loại phụ của dòng game kinh dị, trong đó người chơi không thể lựa chọn hoặc trang bị các avatar khác nhau. Người chơi thường gặp một số yếu tố làm cho việc chiến đấu gặp nhiều khó khăn, chẳng hạn như số lượng hạn chế về vũ khí hoặc kẻ thù không thể tiêu diệt, và nếu có sẵn vũ khí thì lượng đạn sẽ hiếm đi, và những vũ khí mạnh mẽ như súng chống tăng là rất hiếm. Do đó, người chơi dễ bị tổn thương hơn so với những trò chơi hành động. Điều này giúp thay đổi lối chơi, thay vì chiến đấu trực diện thì người chơi phải học cách trốn tránh kẻ thù hoặc tận dụng môi trường xung quanh để chống lại chúng. Thể loại này thường nâng cao trải nghiệm tiêu cực bằng cách làm cho trò chơi chỉ có một người chơi duy nhất, và làm cho nhân vật chính yếu hơn các nhân vật trong những tựa game bắn súng khác.

## Lịch sử